# (18281) Tros
(18281) Tros (4317 T-3) – planetoida z grupy trojańczyków okrążająca Słońce w ciągu 11,77 lat w średniej odległości 5,17 j.a. Odkryta 16 października 1977 roku.